# Banian du Pacifique
Pour les articles homonymes, voir Banyan, Aoa et Ava.
Ficus prolixa
Espèce
Statut de conservation UICN

 LC  : Préoccupation mineure

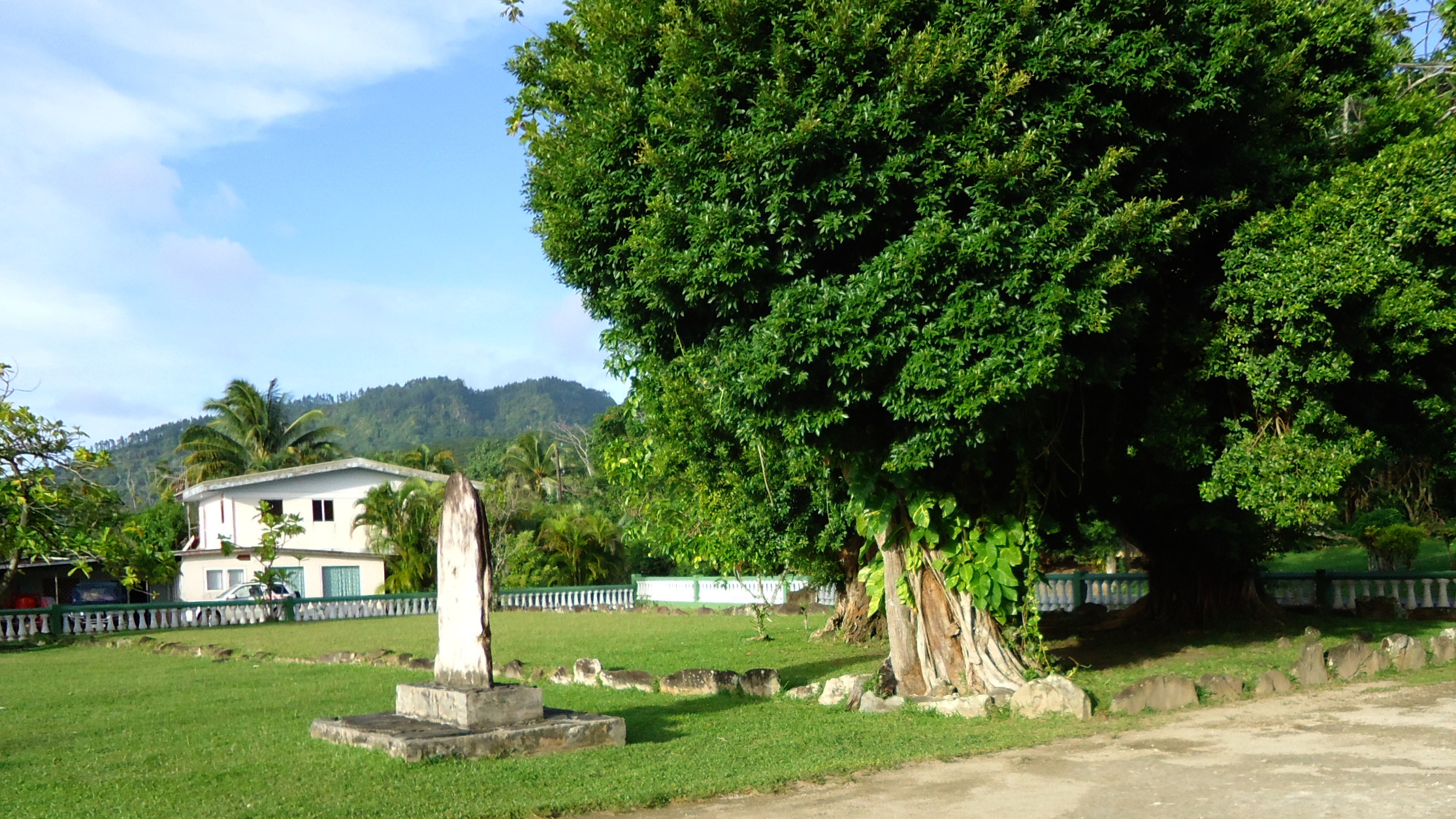
Un banian à Raiatea.

Le banian du Pacifique, parfois écrit banyan du Pacifique selon la graphie anglaise, Ficus prolixa ou Ficus mariannensis, est une espèce de plantes à fleurs au genre du Ficus et de la famille des Moraceae. C'est un arbre originaire de l'écozone océanienne.
Il est appelé Mati aux Samoa, ’Ōrā à Tahiti et Ava ou encore Āoa dans le reste de l'Océanie. Dans les langues kanak, il est appelé Be (ajië), Hmana (drehu), Ma (drubea), Paki (fagauvea), Thilic (nemi), Inedr (nengone), Bwe (paicî) ou encore Duru (xàràcùù).

## Distribution
Le banian du Pacifique est originaire de l'écozone océanienne et on le trouve de la Micronésie à la Polynésie.

## Biologie
Le banian du Pacifique est une plante épiphyte qui nécessite un support (autre arbre, mur, etc.) pour pouvoir germer et croître.
Elle émet ensuite des racines adventives qui se dirigent vers le sol.
En se renforçant, s'entrelaçant, se multipliant et se soudant au fil du temps, ces racines finissent par former une structure solide en filet autour de la structure hôte du banian.
Cette structure finit par être assez forte pour tenir toute seule si la structure hôte disparaît (par exemple, si l'arbre hôte meurt et se décompose).

## Utilisations
En Mélanésie, le banian est l'objet d'usages variés.

### Lieu de palabre
Les chefs mélanésiens palabrent traditionnellement sous un banian.
On trouve des banians sur les maraes de Raiatea en particulier sur le marae de Taputapuātea.

### Lieu de sépulture
Les racines du banian accueillaient les dépouilles, disposées en position fœtale, des chefs à honorer. Dans ce cas, les banians en question sont environnés d'interdits puissants et leur accès est contrôlé.

### Navigation
Les racines du banian, une fois coupées, peuvent servir de flotteur de pirogue.

### Pharmacopée
La sève du banian du Pacifique est utilisée dans la médecine traditionnelle.

### Sport
On fabrique des balles de cricket avec de la sève séchée au soleil.

### Textile
Les racines aériennes écrasées permettent d'obtenir un tissu végétal autrefois appelé balassor et qui est une sorte de tapa.

## Synonymes
Ficus prolixa a pour synonymes :
- Ficus aoa Warb.
- Ficus forsteriana Endl.
- Ficus inaequibractea Warb.
- Ficus marquesensis F.Br.
- Ficus mariannensis Merr.
- Ficus prolixoides Warb.
- Ficus tenuistipula Merr.
- Ficus umbilicata Bureau ex Drake
- Urostigma prolixum Miq.

## Liste des variétés
Selon Tropicos (7 janvier 2021) :
- variété Ficus prolixa var. carolinensis (Warb.) Fosberg
- variété Ficus prolixa var. subcordata Corner